# Тлапалхуатла (Доминго Аренас)
Тлапалхуатла (шп. Tlapalhuatla) насеље је у Мексику у савезној држави Пуебла у општини Доминго Аренас. Насеље се налази на надморској висини од 2380 м.

## Становништво
Према подацима из 2005. године у насељу је живело 8 становника.

### Хронологија
| Година       | 2000 | 2005 |
| ------------ | ---- | ---- |
| Становништво | 2    | 8    |

### Попис
| # | Индикатор                        | Вредност |
| - | -------------------------------- | -------- |
| 1 | Укупно појединачних домаћинстава | 2        |